# Кукодор
 Кукодор  — деревня в Яранском районе Кировской области в составе Сердежского сельского поселения.

## География
Расположена на расстоянии примерно 14 км по прямой на восток от города Яранск.

## История
Известна с 1859 года как починок Кугушер с 21 двором и 172 жителями, в 1905 дворов 42 и жителей 300, в 1926 (деревня Кукудор) 62 и 377, в 1950 (уже Кукодор) 53 и 179, в 1989 7 жителей .

## Население
Постоянное население составляло 1 человек (русские 100%) в 2002 году, 2 в 2010.